# ۴٬۴'-متیلن‌دی‌آنیلین
۴٬۴'-متیلن‌دی‌آنیلین (به انگلیسی: 4,4'-Methylenedianiline) یک ترکیب شیمیایی با شناسه پاب‌کم ۷۵۷۷ است. 